# La Lenteur
La Lenteur est le septième roman de Milan Kundera et le premier rédigé en français. Il a été écrit en 1993 et publié en 1995. Après L'Immortalité, c'est le deuxième roman de Kundera dont l'action se situe en France.

## Autour du livre
Le livre surprend d'abord par sa taille, il est beaucoup plus court que les précédents romans de Kundera. Si les premiers romans avoisinent les 400 pages dans la plupart des éditions, à partir de la Lenteur, ses romans font moins de 200 pages. L'écriture est plus dense, l'action est réduite à l'essentiel, on parle à ce moment-là d'une « maturation » de Milan Kundera.
La fantaisie dans l'écriture, qui est une des marques de Kundera, va plus loin dans ce roman, par exemple il fait discuter deux personnages issus de deux siècles différents (un libertin du XVIIIe siècle et un libertin du XXe siècle).

## L'action
Vera et Milan Kundera assistent à un colloque d'entomologistes se situant dans un château. Les petits drames du colloque donneront à Milan Kundera l'inspiration à diverses réflexions sur le monde moderne, qu'il mettra en liaison avec le récit d'un écrivain libertin du XVIIIe siècle, Vivant Denon, qui faisait dérouler l'action de son récit dans ce même château. Les divers récits s'entremêleront pour faire surgir la réflexion.

## La thèse
Milan Kundera a l'habitude de mêler récit et essai. La thèse développée dans La Lenteur est que l'homme moderne, par une fascination pour la vitesse, délaisse les vertus de la lenteur. La lenteur est pour Kundera un moyen de sauvegarder la mémoire et donc, l'homme oublie. Il dira que « le degré de la vitesse est directement proportionnel à l'intensité de l'oubli ».

## Citations du livre
- […] la source de la peur est dans l'avenir, et qui est libéré de l'avenir n'a rien à craindre.
- La vitesse est la forme d'extase dont la révolution technique a fait cadeau à l'homme.
- […] la discrétion qui, de toutes les vertus, est la vertu suprême.
- Imprimer la forme à une durée, c'est l'exigence de la beauté mais aussi celle de la mémoire.
- Il existe, en effet, une circonstance où même la voix la plus faible est entendue.
- Rien n'est plus humiliant que de ne pas trouver de réponse cinglante à une attaque cinglante.
- La façon dont on raconte l'Histoire contemporaine ressemble à un grand concert où l'on présenterait d'affilée les cent trente-huit opus de Beethoven mais en jouant seulement les huit premières mesures de chacun d'eux.
- Quand les choses se passent trop vite, personne ne peut être sûr de rien, de rien du tout, même pas de soi-même.
- […] c'est toujours drôle quand un narrateur joue un rôle comique dans sa propre histoire.
- […] qui se venge aujourd'hui se vengera aussi demain.
- Il comprend que cette impatience de parler est en même temps un implacable désintérêt à écouter.

En quatrième de couverture des éditions Gallimard de 1995 est donné l'extrait suivant :
« […] L'homme au casque, avec sa drôle d'intonation, répète : “Je viens de vivre une nuit tout à fait merveilleuse”.
Le chevalier hoche la tête comme s'il disait oui, je te comprends, ami. Qui d'autre pourrait te comprendre ? Et puis, il y pense : ayant promis d'être discret, il ne pourra jamais dire à personne ce qu'il a vécu. Mais une indiscrétion après deux cents ans est-elle encore une indiscrétion ? Il lui semble que le Dieu des libertins lui a envoyé cet homme pour qu'il puisse lui parler ; pour qu'il puisse être indiscret en tenant en même temps sa promesse de discrétion ; pour qu'il puisse déposer un moment de sa vie quelque part dans l'avenir : le projeter dans l'éternité ; le transformer en gloire.
“Tu es vraiment du XXe siècle ?
- Mais oui, mon vieux. Il se passe des choses extraordinaires dans ce siècle. La liberté des mœurs. Je viens de vivre, je le répète, une nuit formidable.
- Moi aussi”, dit encore une fois le chevalier […] »